# Associatie van ruige weegbree en aarddistel
De associatie van ruige weegbree en aarddistel (Galio-Trifolietum) is een associatie uit het kamgras-verbond (Cynosurion cristati).

## Naamgeving en codering
| Festuco-Cynosuretum cirsietosum acaulis Büker 1942 |
| Festuco-Cynosuretum ononidetosum Oberd. 1957       |

- Syntaxoncode voor Nederland (rVvN): r16Bc02
- BWK-karteringscode: hu
- Natura2000-habitattypecode (EU-code): H6210

De wetenschappelijke naam Galio-Trifolietum is afgeleid van de botanische namen van geel walstro (Galium verum) en witte klaver (Trifolium repens). Beide soorten zijn echter absoluut niet karakteristiek voor deze associatie.

## Vegetatiezonering
In de vegetatiezonering maakt de associatie van ruige weegbree en aarddistel dikwijls contact met andere typische syntaxa van het heuvelland. Aan de lagergelegen zijde is de kamgrasweide veelal de belangrijkste contactgemeenschap. Op de hogergelegen delen aan de bovenzijde grenst de associatie vaak aan grasland het verbond van matig droge kalkgraslanden, struweel van het liguster-verbond, eventueel met een zoom van de associatie van dauwbraam en marjolein ertussen.